# California (Album)
California ist ein am 1. Juli 2016 veröffentlichtes Musikalbum der US-amerikanischen Band Blink-182. Es ist das siebte veröffentlichte Studioalbum der Punkrock-Band und gleichzeitig das erste Album ohne Gründungsmitglied Tom DeLonge. Ersetzt wurde dieser von Matt Skiba.
Am 19. Mai 2017 erschien das Album als Deluxe-Edition, inklusive zwölf neuen Liedern.

## Entstehung

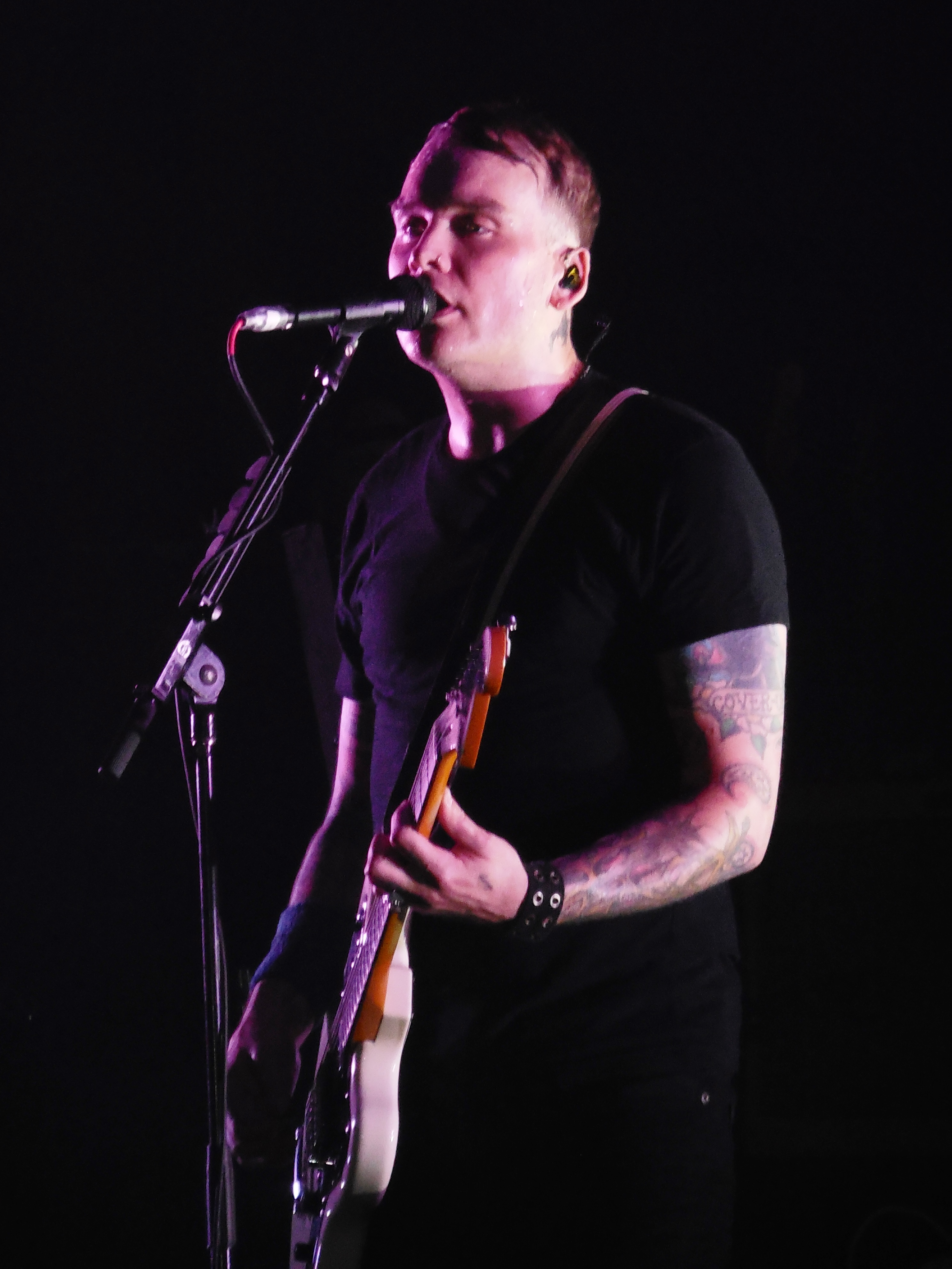
Matt Skiba im Juni 2015

Nach einem erneuten Zerwürfnis innerhalb der Band trennten sich Travis Barker und Mark Hoppus von Tom DeLonge. Grund dafür waren die zahlreichen Nebenprojekte DeLonges, die den Entstehungsprozess für ein weiteres Studioalbum der Band behinderten. Da die Band zu diesem Zeitpunkt bereits einige Auftritte geplant hatte, wurde Matt Skiba von Alkaline Trio als Ersatz verpflichtet. Nachdem Hoppus und Barker mehrmals angedeutet hatten, Skiba könne fester Bestandteil der Band werden, wurden im Januar 2016 gemeinsam die ersten Aufnahmen für das neue Album begonnen. John Feldmann (vorher u. a. mit The Used, Good Charlotte, Story of the Year, Escape the Fate und 5 Seconds of Summer) übernahm die Produktion des Albums. Aufgenommen wurde es in den Foxy Studios in Los Angeles, Kalifornien.
Die erste Single des Albums, Bored to Death, wurde am 27. April 2016 veröffentlicht und war als Download erhältlich. Zudem wurden vor der Veröffentlichung des Albums die Songs Built This Pool, Rabbit Hole und No Future im Internet veröffentlicht.

## Stil
Nach den musikalisch und textlich ernsteren Vorgängern Blink-182 und Neighborhoods kehrt das Album zu großen Teilen wieder zum Pop-Punk zurück und beinhaltet mehr positive Melodien und Texte. So knüpfen beispielsweise Cynical, Brohemian Rhapsody und The Only Thing That Matters mit schnellem Schlagzeug und Gitarrenriff an viele Songs der Band aus den 90er-Jahren an.
Abwechslung bringen ruhigere und melodische Lieder wie California und San Diego, sowie Home Is Such a Lonely Place, einer Ballade bestehend aus akustischen Gitarren und Streichinstrumenten. Mit Los Angeles findet sich jedoch auch ein Song, welcher die eher experimentelle Phase des selbstbetitelten Albums aufgreift. Mit Built This Pool und Brohemian Rhapsody kehrte zudem der von früheren Alben bekannte „toilet humour“ zurück. Beide Titel ähneln durch satirische Texte und kurze Spiellänge älteren Liedern wie Family Reunion und Happy Holidays, You Bastard.

## Artwork
Das Cover des Albums zeigt zwei Personen, einen Mann und eine Frau, die in einem Auto sitzen. Der Mann hat eine weiße Haut und ähnelt einem Totenkopf, die Frau richtet sich in seine Richtung und vergießt eine Träne. Das Cover ist dem Stil der Pop Art nachempfunden.
Der englische Straßenkünstler D*Face (Dean Stockton), ein Freund von Travis Barker, war für die Gestaltung verantwortlich.

## Titelliste
1. Cynical – 1:55
2. Bored to Death – 3:55
3. She’s Out of Her Mind – 2:42
4. Los Angeles – 3:03
5. Sober – 2:59
6. Built This Pool – 0:16
7. No Future – 3:45
8. Home Is Such a Lonely Place – 3:21
9. Kings of the Weekend – 2:56
10. Teenage Satellites – 3:11
11. Left Alone – 3:09
12. Rabbit Hole – 2:35
13. San Diego – 3:12
14. The Only Thing That Matters – 1:57
15. California – 3:10
16. Brohemian Rhapsody – 0:30

Bonus-CD der Deluxe-Edition
1. Parking Lot – 2:46
2. Misery – 3:52
3. Good Old Days – 3:23
4. Don’t Mean Anything – 2:46
5. Hey I’m Sorry – 3:56
6. Last Train Home – 3:21
7. Wildfire – 3:02
8. 6/8 – 3:47
9. Long Lost Feeling – 3:04
10. Bottom of the Ocean – 3:27
11. Can’t Get You More Pregnant – 0:34
12. Bored to Death (Acoustic) – 3:55

## Auszeichnungen
Grammy
- 2017: Best Rock Album (Nominierung)